# Vélineur
Vélineur est un ancien métier. Le vélineur est un ouvrier fabricant la dentelle fine d’Alençon, appelée vélin ou point royal.